# Aphaniosoma latifrons
Aphaniosoma latifrons är en tvåvingeart som först beskrevs av Friedrich Hermann Loew 1873.  Aphaniosoma latifrons ingår i släktet Aphaniosoma och familjen gulflugor. Inga underarter finns listade i Catalogue of Life.